# Campionati mondiali di sci di velocità 2015
I Campionati mondiali di sci di velocità 2015, ottava edizione della manifestazione organizzata dalla Federazione Internazionale Sci, si sono tenuti il 2 marzo 2015 a Pas de la Casa, nel Principato di Andorra, sulla pista Riberal, situata nel comprensorio sciistico di Grandvalira. Si sono disputate gare in quattro differenti specialità: due nella categoria S1 (maschile e femminile), in cui vengono utilizzati materiali ed equipaggiamento specifico, e due in quella SDH (maschile e femminile), ove si gareggia in tenuta da sci alpino.
Le vittorie sono state conquistate nello Speed 1 (S1) dagli italiani Ivan Origone e Valentina Greggio, entrambi al loro primo trionfo iridato nella specialità regina. Nello Speed Downhill (SDH) si sono invece imposti l'austriaco Günter Foidl e la svizzera Seraina Murk, anch'essi per la prima volta campioni mondiali di categoria.

## Risultati

### S1 uomini
La gara si è disputata il 2 marzo 2017 nell'arco di tre discese, due di qualificazione e una di finale (l'unica valida per il risultato), ed hanno preso parte alla competizione 30 atleti in rappresentanza di 11 differenti nazioni.
| Pos. | Atleti               | Nazione  | Velocità (km/h) | Differenza (km/h) |
| ---- | -------------------- | -------- | --------------- | ----------------- |
|      | Ivan Origone         | Italia   | 181,82          |                   |
|      | Simone Origone       | Italia   | 181,51          | -0,31             |
|      | Klaus Schrottshammer | Austria  | 181,35          | -0,47             |
| 4    | Nikolaj Pimkin       | Russia   | 180,11          | -1,71             |
| 5    | Casper Brostrand     | Svezia   | 179,74          | -2,08             |
| 6    | Bastien Montes       | Francia  | 179,71          | -2,11             |
| 7    | Philippe May         | Svizzera | 178,24          | -3,58             |
| 8    | Reto Eigenmann       | Svizzera | 177,93          | -3,89             |
| 9    | Ricardo Adarraga     | Spagna   | 177,88          | -3,94             |
| 10   | Christian Jansson    | Svezia   | 177,71          | -4,11             |

### S1 donne
La gara si è disputata il 2 marzo 2017 nell'arco di tre discese, due di qualificazione e una di finale (l'unica valida per il risultato), ed hanno preso parte alla competizione 6 atlete in rappresentanza di 3 differenti nazioni.
| Pos. | Atlete                 | Nazione | Velocità (km/h) | Differenza (km/h) |
| ---- | ---------------------- | ------- | --------------- | ----------------- |
|      | Valentina Greggio      | Italia  | 175,08          |                   |
|      | Linda Baginski         | Svezia  | 172,42          | -2,66             |
|      | Lisa Hovland Udén      | Svezia  | 171,11          | -3,97             |
| 4    | Karine Dubouchet-Revol | Francia | 170,40          | -4,68             |
| 5    | Célia Martinez         | Francia | 165,52          | -9,56             |
| 6    | Hanna Matslofva        | Svezia  | 164,26          | -10,82            |

### SDH uomini
La gara si è disputata il 2 marzo 2017 nell'arco di tre discese, due di qualificazione e una di finale (l'unica valida per il risultato), ed hanno preso parte alla competizione 26 atleti in rappresentanza di 10 differenti nazioni.
| Pos. | Atleti              | Nazione  | Velocità (km/h) | Differenza (km/h) |
| ---- | ------------------- | -------- | --------------- | ----------------- |
|      | Günter Foidl        | Austria  | 163,26          |                   |
|      | Erik Backlund       | Svezia   | 162,78          | -0,48             |
|      | Manuel Kramer       | Austria  | 162,33          | -0,93             |
| 4    | Lars Beskow         | Svezia   | 160,57          | -2,69             |
| 5    | Michail Šumilin     | Russia   | 159,66          | -3,60             |
| 6    | Michel Goumoëns     | Svizzera | 158,92          | -4,34             |
| 7    | Sebastian Lindblom  | Svezia   | 158,83          | -4,43             |
| 8    | Juan Carlos Sánchez | Spagna   | 158,75          | -4,51             |
| 9    | Markus Münzer       | Austria  | 158,47          | -4,79             |
| 10   | Gerhard Peer        | Austria  | 158,42          | -4.84             |

### SDH donne
La gara si è disputata il 2 marzo 2017 nell'arco di tre discese, due di qualificazione e una di finale (l'unica valida per il risultato), ed hanno preso parte alla competizione 3 atlete in rappresentanza di 3 differenti nazioni.
| Pos. | Atleti           | Nazione  | Velocità (km/h) | Differenza (km/h) |
| ---- | ---------------- | -------- | --------------- | ----------------- |
|      | Seraina Murk     | Svizzera | 158,35          |                   |
|      | Birgit Kohlmaier | Austria  | 158,15          | -0,20             |
|      | Audrey Passet    | Francia  | 154,27          | -4,08             |

## Medagliere
| Posizione | Nazione  | Oro | Argento | Bronzo | Totale |
| --------- | -------- | --- | ------- | ------ | ------ |
| 1         | Italia   | 2   | 1       | 0      | 3      |
| 2         | Austria  | 1   | 1       | 2      | 4      |
| 3         | Svizzera | 1   | 0       | 0      | 1      |
| 4         | Svezia   | 0   | 2       | 1      | 3      |
| 5         | Francia  | 0   | 0       | 1      | 1      |
| Totale    | Totale   | 4   | 4       | 4      | 12     |